# Theodor von Holleben
Theodor von Holleben (né le 16 septembre 1838 à Stettin - mort le 31 janvier 1913 à Charlottenbourg) est un diplomate et un homme politique prussien. 

## Biographie
De 1857 à 1869, Holleben étudie le droit, l'économie nationale et l'histoire aux universités d'Heidelberg, de Berlin et de Göttingen. En décembre 1867 il devient docteur en droit. Il commence son service militaire le 1er août 1870 et participe à la guerre franco-allemande. Début 1872, il intègre les services diplomatiques en tant qu'attaché au ministère des Affaires étrangères. En septembre 1872,il est envoyé à l'ambassade allemande à Pékin qu'il dirige par intérim. C'est en tant que secrétaire de légation qu'il est muté en novembre 1874 à Tokyo. De 1875 à 1885, il est ministre-résident à Buenos Aires. 
En 1885, il est ambassadeur au Japon, en 1891 ambassadeur aux États-Unis et en 1893 à Stuttgart auprès du Royaume de Wurtemberg. En 1895, il devient conseiller secret. De 1897 à 1903, il dirige l'ambassade allemande aux États-Unis et devient vice-président de la Société coloniale allemande en 1904. De 1906 jusqu'à sa mort en 1913, il est membre de la Chambre des seigneurs de Prusse. En 1910, il avait entrepris un voyage de plusieurs mois en Chine et au Japon.